# Saint-Maurice-de-Ventalon
Saint-Maurice-de-Ventalon település Franciaországban, Lozère megyében. Lakosainak száma 58 fő (2018. január 1.). Saint-Maurice-de-Ventalon Le Pont-de-Montvert, Saint-Frézal-de-Ventalon és Ventalon-en-Cévennes községekkel határos.

## Népesség
A település népessége az elmúlt években az alábbi módon változott:
| Lakosok száma | 67   | 47   | 40   | 55   | 80   | 74   | 74   | 71   | 59   | 58   |
|               | 1962 | 1968 | 1982 | 1990 | 1999 | 2008 | 2011 | 2013 | 2017 | 2018 |